# ФК Борац Кленак
ФК Борац Кленак је српски фудбалски клуб из Кленка који се такмичи у лиги ПФЛ Сремска Митровица.

## Историја
Клуб је основан 1925. године у Кленку на иницијативу Раде Брлажника и Јоце Клајна. Први стадион је био на обали реке Саве али је премештен крајем 1970−их на тренутну локацију због поплава. Стадион може да подржи око 2000 људи. Клуб осим сениорске има кадетску и ветеранску секцију. Највеће успех клуба је када су на Борчевом стадиону ветерани клуба играли против ветерана Црвене звезде којих је предводио Владимир Петровић Пижон.

## Резултати
- ПФЛ Сремска Митровица 2018—19: 11. место[2]
- ПФЛ Сремска Митровица 2017—18: 7. место[3]
- ПФЛ Сремска Митровица 2016—17: 7. место[4]
- Општинска Лига Рума−Ириг (1. разред) 2012−13: 7. место[5]
- Општинска Лига Рума−Ириг: 1. место[6]
- Међуопштинска лига Срем 2015—16: 1. место[7]